# Antimoine (maladie professionnelle)
Pour les articles homonymes, voir Antimoine (homonymie).
Cet article décrit les critères administratifs pour qu'une intoxication à l'antimoine soit reconnue comme maladie professionnelle en France.
Cet article relève du domaine de la législation sur la protection sociale et a un caractère davantage  juridique que médical. 

## Législation enFrance

### Régime général
| Fiche Maladie professionnelle | Fiche Maladie professionnelle | Fiche Maladie professionnelle |
| Ce tableau définit les critères à prendre en compte pour que les affections provoquées par l'antimoine soient prises en charge au titre de la maladie professionnelle | Ce tableau définit les critères à prendre en compte pour que les affections provoquées par l'antimoine soient prises en charge au titre de la maladie professionnelle | Ce tableau définit les critères à prendre en compte pour que les affections provoquées par l'antimoine soient prises en charge au titre de la maladie professionnelle                                                                                             |
| Régime Général. Date de création : 2 février 1983 | Régime Général. Date de création : 2 février 1983 | Régime Général. Date de création : 2 février 1983 |
| Tableau no 73 RG | Tableau no 73 RG | Tableau no 73 RG |
| Maladies professionnelles causées par l'antimoine et ses dérivés | Maladies professionnelles causées par l'antimoine et ses dérivés | Maladies professionnelles causées par l'antimoine et ses dérivés |
| --- | --- | --- |
| Désignation des Maladies | Délai de prise en charge | Liste indicative des principaux travaux susceptibles de provoquer ces maladies |
| Stibiose : pneumopathie caractérisée par des signes radiographiques spécifiques accompagnés ou non de troubles tels que toux, expectoration, dyspnée.                 | 5 ans | Travaux exposant à l'inhalation de poussières, fumées ou vapeurs d'antimoine, notamment : - Travaux de forage, d'abattage, d'extraction de minerais renfermant de l'antimoine ;                                                                                   |
| Lésions eczématiformes récidivant en cas de nouvelle exposition au risque                                                                                             | 15 jours | - Concassage, broyage, tamisage, manipulation de minerais renfermant de l'antimoine ; - Travaux de purification, grillage, réduction thermique et oxydation de minerais ou de substances renfermant de l'antimoine ; - Brassage et ensachage d'oxyde d'antimoine. |
| Date de mise à jour : 11 février 2003 | | |

### Données professionnelles
Dans l'Antiquité, l'antimoine était utilisé comme médicament et composant des premiers cosmétiques (le mascara).
Le 30 juin 1658, Louis XIV est victime d'une grave intoxication alimentaire lors de la prise de Bergues dans le Nord. Le lundi 8 juillet, on lui donne les derniers sacrements et on commence à préparer la succession mais Guénaut, le médecin d'Anne d'Autriche, lui donne un émétique à base d'antimoine et de vin qui guérit « miraculeusement » le roi.
Ses composés ont été utilisés pour guérir des maladies cutanées et parasitaires.
- Composant d'alliages de plomb (dont il augmente la dureté) servant à la fabrication :
  - de caractères d'imprimerie ;
  - de plaques d'accumulateurs plomb-acide (5 %) ;
  - des alliages pour soudure plomb-antimoine-étain (environ 80 %, 15 % et 5 %) ;
  - des balles et « plombs » des grenailles de plomb des cartouches de chasse.

- Composant d'alliages antifriction à base de plomb ou d'étain (voir Matériaux utilisables pour le frottement).
- sous forme d'oxyde Sb2O3, il diminue la propagation des flammes dans les matières plastiques.

- Des semi-conducteurs : InSb, GaSb utilisés
  - pour la détection dans l'infrarouge
  - pour les sondes à effet Hall (détection de champ magnétique)

- Les oxydes d'antimoine permettent de produire un verre blanc opaque.
- En pharmacie il existe des pommades stibiées censées atténuer la douleur.

### Données médicales
L'antimoine et la plupart de ses composés sont toxiques.Vu la grande toxicité de l’antimoine, Santé Canada a émis une norme provisoire pour la concentration maximale acceptable pour l’eau potable qui est de 6 µg/L.
Il existe deux fiches toxicologiques sur le site de l'INRS:
- sur l'oxyde d'antimoine[4],
- sur l'hydrure d'antimoine[5].

## Sources spécifiques
- (fr) Tableau no 73 des maladies professionnelles du régime Général

## Sources générales
- (fr) Tableaux du régime Général sur le site de l’AIMT
- (fr) Guide des maladies professionnelles (tableaux et commentaires) sur le site de l’INRS